# 할리우드/웨스턴역
할리우드/웨스턴 역 (Hollywood/Western Station)은 로스앤젤레스 군 광역철도의 빨간선역 중 하나이다. 로스앤젤레스 이스트할리우드의 타이 타운/리틀 아르메니아 근교의 할리우드 대로(Hollywood Boulevard)와 웨스턴 애비뉴(Western Avenue)에 위치해 있다.

## 역 정보

### 역 구조
| 지상1층 | 길거리                          | 출입구 (내려감), 메트로 버스 정류장                                   |
| 지하1층 |                                 | 출입구 (올라감), 표 사는 곳, 개찰구                                   |
| 지하2층 | 빨간선                          | ← 할리우드/바인 역 Hollywood/Vine Station ← 노스할리우드행 (종착점행) |
| 지하2층 | 섬식 승강장, 윈쪽 출입문이 열림 |                                                                       |
| 지하2층 | 빨간선                          | → 버몬트/선셋 역 Vermont/Sunset Station → 유니언역행 (기점행)         |

### 열차 운행 정보
이 역에서는 일반 시간에 지하철 운행이 오전 5시부터 시작하여 오전 12시 45분까지 한다. 그러나 오후 9시가 지날 경우, 역이랑 열차 점검이랑 검사를 실행하가 때문에 시간표가 비정확해진다고 했다.

## 연결 가능한 대중교통
| 메트로 (버스)     | 일반 메트로버스: 180, 181, 207, 217 급행 메트로버스: 757, 780 |
| 푸트힐 (버스)     | -                                                             |
| LADOT (버스)      | -                                                             |
| 메트로링크 (기차) | -                                                             |
| 암트랙 (기차)     | -                                                             |
| 기타:             | -                                                             |

## 사진첩

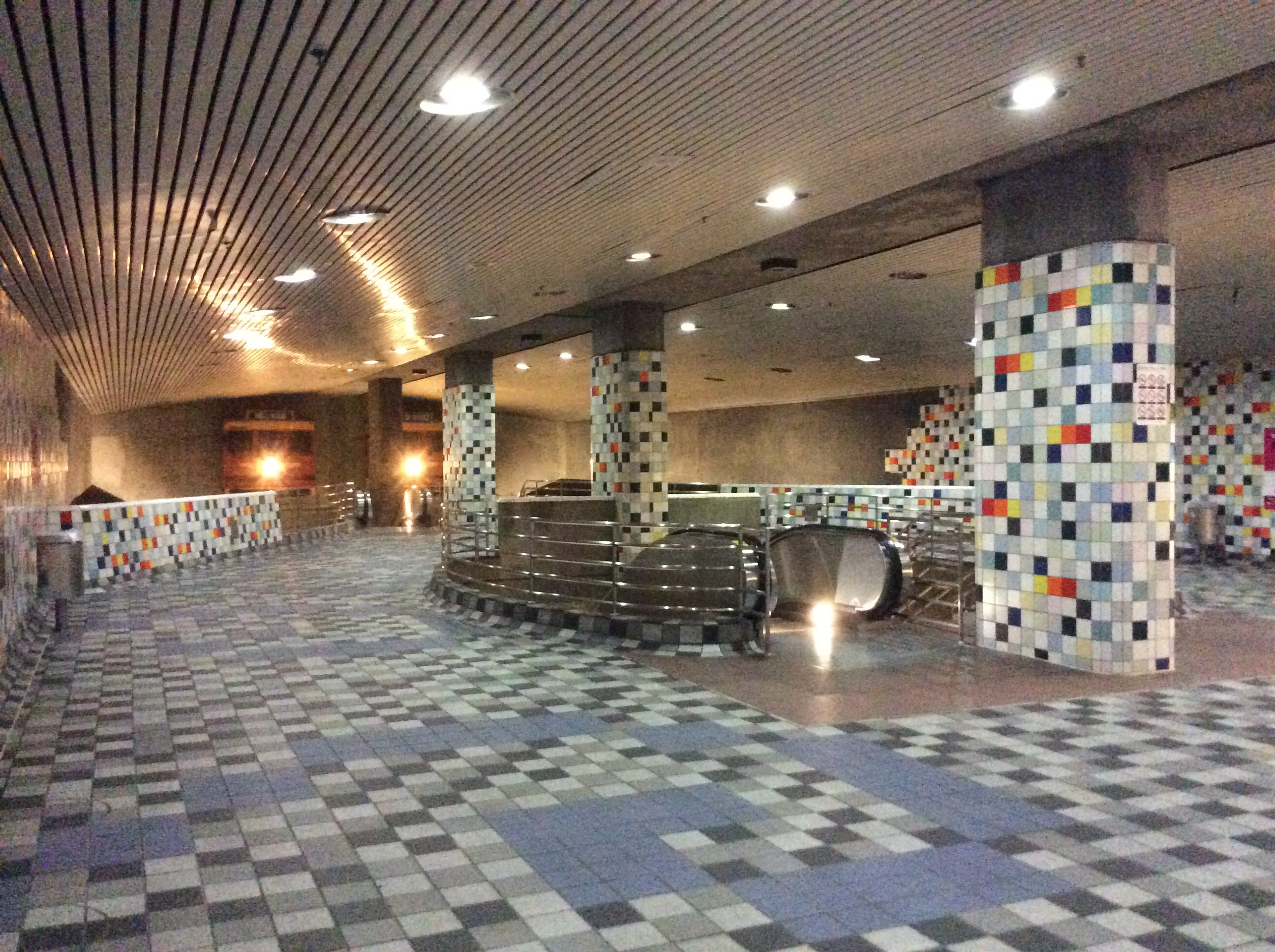
대합실
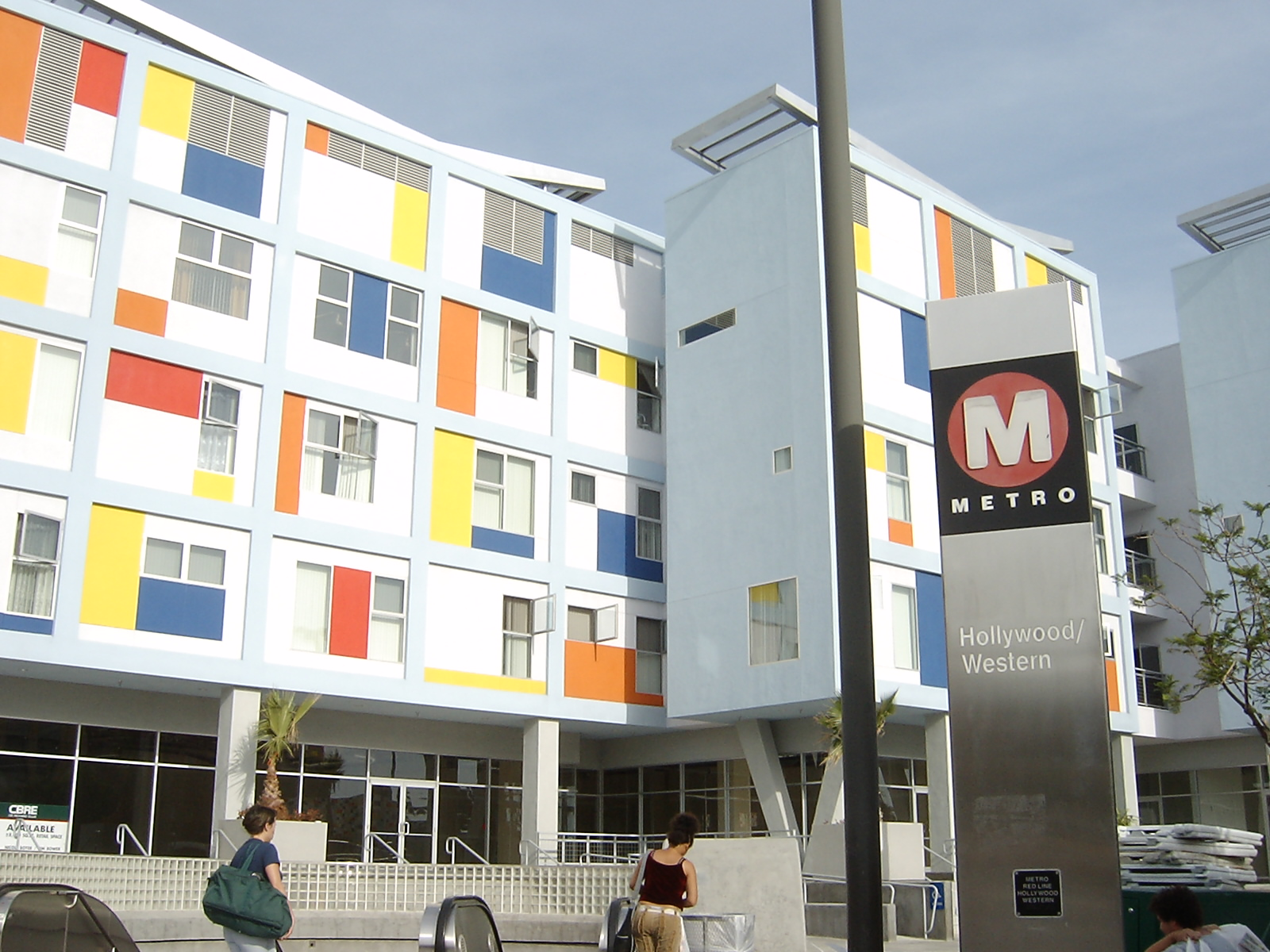
옆에 트랜싯 빌리지 빌딩에 위치한 1999-2003년 디자인의 폴사인을 사용한 역출구